# Podarcis lilfordi porrosicola
Podarcis lilfordi porrosicola és una subespècie de la sargantana gimnèsia que habita l'Illa des Porros de Fornells, a la badia de Fornells (costa nord de Menorca). Els individus són més grossos que en altres subespècies, amb els membres relativament llargs i el cap estret. Presenten una coloració verd oliva.